# Благодатное (Новониколаевский район)
Благодатное (укр. Благодатне) — село,
Зеленовский сельский совет,
Новониколаевский район,
Запорожская область,
Украина.
Код КОАТУУ — 2323681302. Население по переписи 2001 года составляло 35 человек.

## Географическое положение
Село Благодатное находится на расстоянии в 1 км от села Шевченковское.
По селу протекает пересыхающий ручей с запрудой.
Рядом проходят автомобильная дорога Н-15 и
железная дорога, станция Гайчур в 9-и км.

## История
- 1925 год — дата основания как село Бекарское.